# Antônio Manuel de Aragão e Melo
Antônio Manuel de Aragão e Melo (n. em Bananeiras, Paraíba, 1814 — ?) foi um político brasileiro.
Filho de Antônio Manuel Pacheco de Aragão e da sua mulher d. Ana Isabel Bandeira de Mello.
Foi presidente da província de Goiás, de 1 de maio de 1860 a 21 de abril de 1861.